# كأس المكسيك 1987–88
كأس المكسيك 1987–88 (بالإسبانية: Copa México 1987-88)‏ هو موسم من كأس المكسيك. كان عدد الأندية المشاركة فيه 16، وفاز فيه نادي بويبلا.